# Elophila minimalis
Elophila minimalis is een vlinder uit de familie van de grasmotten (Crambidae), uit de onderfamilie van de Acentropinae. De wetenschappelijke naam van deze soort is voor het eerst gepubliceerd in 1880 door Max Saalmüller.
De soort komt voor in Madagaskar.